# Nuh
Nuh là một thị xã của quận Gurgaon thuộc bang Haryana, Ấn Độ.

## Địa lý
Nuh có vị trí 28°07′B 77°01′Đ / 28,12°B 77,02°Đ Nó có độ cao trung bình là 199 mét (652 feet).

## Nhân khẩu
Theo điều tra dân số năm 2001 của Ấn Độ, Nuh có dân số 11.038 người. Phái nam chiếm 53% tổng số dân và phái nữ chiếm 47%. Nuh có tỷ lệ 54% biết đọc biết viết, thấp hơn tỷ lệ trung bình toàn quốc là 59,5%: tỷ lệ cho phái nam là 63%, và tỷ lệ cho phái nữ là 44%. Tại Nuh, 20% dân số nhỏ hơn 6 tuổi.